# Regalia

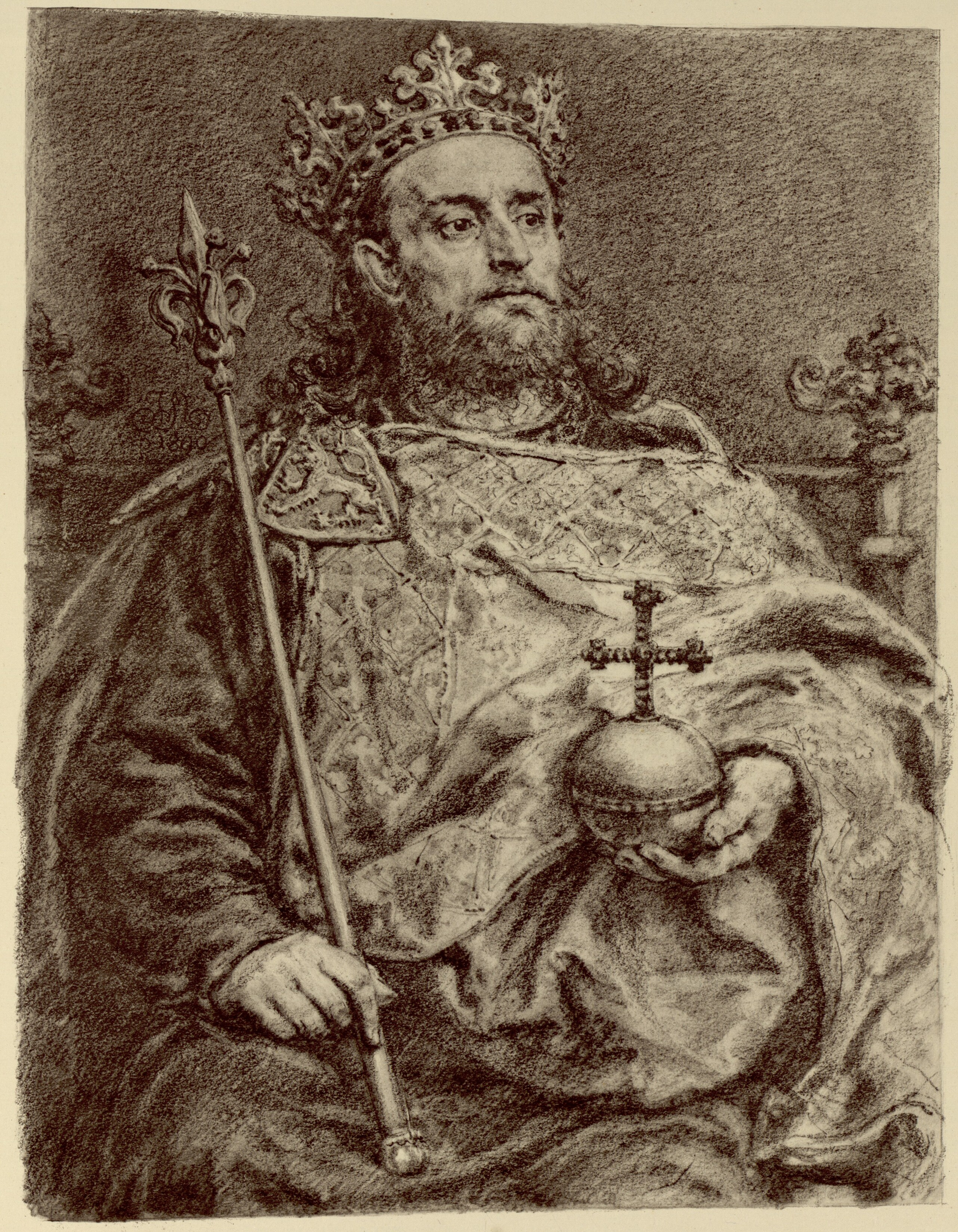
Król Wacław II z regaliami

Regalia (łac. regalis = królewski) – oznaki i symbole władzy monarszej, królewskiej, jak: korona, berło, jabłko itp.
Przykłady regaliów:
- regalia cesarskie
- japońskie regalia cesarskie
- polskie insygnia koronacyjne

Także określenie na specjalny ubiór, szczególnie strojny, ozdobny.